# 秋場ゆり
秋場 ゆり（あきば ゆり、1995年2月2日 - ）は、日本の女性声優。
宮城県仙台市出身。以前は放映新社に所属していた。

## 人物
高校卒業、3年間地元仙台にてヴォーカルをみっちりと学び（EMS仙台校）、満を持して2016年4月上京。
6歳から習っていたクラシックバレエで培った柔軟性と清廉な瞳と伸びやかで素直な歌声が特徴。
妹キャラと意志の強さを持ち合わせ持ち、会った人に強烈でピュアな印象を残す。
愛称は「ゆりかに」。
2024年3月31日をもって所属していた放映新社を退所、及び「秋場 悠里」から「秋場 ゆり」への改名を自身のSNSにて発表。

## 出演
太字はメインキャラクター。

### スマホゲーム
- ひめがみ絵巻（白澤）[4]
- 【18】キミト ツナガル パズル（イザナミ）[5]
- 温泉むすめ ゆのはなこれくしょん（蔵王巴）[6]
- テリアサーガ（メイリス）[7]
- エルクロニクル（グレイス、馬雪燐、スカーレット他）

### ドラマCD
- ライブレボルト（野田ここみ）[8]
- あやかしコンビニエンス（油坊）
- 悠久のユーフォリア（ベリナ）[9]

### ラジオ
※はインターネット配信。
- 立花子&悠里&未涼のシェアラジオ（2017年 - 、HiBiKi Radio Station※）[10]
- 立ち話もなんですから座ってどうぞ（2018年 - 、Youtube※）[11]

### テレビドラマ
- 死幣（2017年、TBS）第3話：アパレル店員役

### 舞台
- 声劇和楽団 第5回公演「源氏物語 〜陽光の姫 夕闇の君〜」（2016年9月、サントリーホール ブルーローズ）紫の上 役[12]
- SPECTACLE STAGE「W'z《ウィズ》」（2019年4月）チヅル 役[13]
- サムライ・ロック・オーケストラ「アメージング浦島太郎」（2019年5月）乙姫 役[14]
- ツキステ。第9幕（2019年10月）伊地崎麗奈 役[15]
- 2.5次元ダンスライブ｢ツキウタ。｣ステージ Girl's Side MEGASTA. 『FIRST DREAM -あなたとみるはじめてのゆめ-』（2021年4月）伊地崎麗奈 役[16]
- ±0 第4回本公演「欲動と動乱」（2022年5月）[17]
- 配信型朗読劇ゆめかばLABO
  - 第18回公演「あとはよろしく」（2024年5月14日、WEB配信）[18]
  - 第20回公演「殺し屋火神さんは脇が甘い」（2024年7月9日、WEB配信）[19]
  - 第21回公演「ゴーストアイデンティティー」（2024年8月13日、WEB配信）[20]
  - 第24回公演「タイムマシンがあったなら」（2024年11月12日、WEB配信）[21]
- 爆走おとな小学生「マグロ釣ってきます。たくあん買っておいてください。」（2025年2月21日 - 24日、コフレリオ新宿シアター）三好悠香 役[22]
- リーディング＆ダンス公演 『ダーティー・クラウズ』（2025年6月21日-22日、新宿シアターモリエール）- 雲雀撫子 役[23]

### メディアミックスプロジェクト
- メディアミックスプロジェクト『ライブレボルト』（2017年 - 、野田ここみ[24]）
- キャラクタープロジェクト『swing,sing』（2023年 - 、佐久菖[25]）

## ディスコグラフィ
ライブレボルトの活動については「ライブレボルト」のページを参照

### キャラクターソング
| 発売日   | 商品名                                                                                 | 歌                                                       | 楽曲                                            | 備考                         |
| 2017年   | 2017年                                                                                 | 2017年                                                   | 2017年                                          | 2017年                       |
| -------- | -------------------------------------------------------------------------------------- | -------------------------------------------------------- | ----------------------------------------------- | ---------------------------- |
| 8月9日   | REVOREVOLUTIA / Daring SoldiersLUTIA                                                   | ライブレボルト                                           | 「REVOLUTIA」 「Daring Soldiers」               | 『ライブレボルト』関連曲     |
| 10月4日  | U’re my precious / Set Fire                                                            | dubstar from LiveRevolt                                  | 「U’re my precious」 「Set Fire」               | 『ライブレボルト』関連曲     |
| 11月24日 | 悠久のユーフォリア ハイレゾ・コンテンツBOOK Vol.1                                      | 奏界のベリナ・グリーンスピリット                         | 「護りたまえ、その優しき腕（かいな）で」        | 『悠久のユーフォリア』関連曲 |
| 2018年   |                                                                                        |                                                          |                                                 |                              |
| 5月1日   | 革命の唄                                                                               | ライブレボルト                                           | 「革命の唄（6人Ver）」                          | 『ライブレボルト』関連曲     |
| 11月21日 | LiveRevolt 1st Album 「REBIRTH」                                                       | ライブレボルト                                           | 「革命の唄」 「My best buddy」 「QUAD DRIVE！」 | 『ライブレボルト』関連曲     |
| 11月21日 | LiveRevolt 1st Album 「REBIRTH」                                                       | dubstar                                                  | 「Going！」 「BLAZE」                           | 『ライブレボルト』関連曲     |
| 2019年   |                                                                                        |                                                          |                                                 |                              |
| 3月13日  | 『ライブレボルト』 コラボレーションミニアルバム 「BUDDIES」                            | ライブレボルト                                           | 我らの声で蹴っ飛ばせ！                          | 『ライブレボルト』関連曲     |
| 3月13日  | 『ライブレボルト』 コラボレーションミニアルバム 「BUDDIES」                            | dubstar                                                  | Relive                                          | 『ライブレボルト』関連曲     |
| 10月29日 | 2.5次元ダンスライブ「ツキウタ。」ステージ第9幕 『しあわせあわせ』劇中歌・黒魔女&白魔女 | 伊地崎麗奈（秋場悠里）、天童院椿（平松可奈子）           | しあわせさがし                                  | 『ツキウタ。』関連曲         |
| 2023年   |                                                                                        |                                                          |                                                 |                              |
| 12月16日 | TOP LINE                                                                               | 佐久菖(秋場悠里)、佐久乃花(天谷優美)、白石凛(小見川千明) | 「TOP LINE」                                    | 『swing,sing』関連曲         |
| 12月30日 | SolistE                                                                                | 佐久菖(秋場悠里)、佐久乃花(天谷優美)、白石凛(小見川千明) | 「Solist」                                      | 『swing,sing』関連曲         |
| 2024年   |                                                                                        |                                                          |                                                 |                              |
| 1月6日   | HI-JACK!!                                                                              | 佐久菖(秋場悠里)                                         | 「HI-JACK!!」                                   | 『swing,sing』関連曲         |
| 1月27日  | Driving All Night                                                                      | 佐久菖(秋場悠里)、佐久乃花(天谷優美)                     | 「Driving All Night」                           | 『swing,sing』関連曲         |
| 2月3日   | Duality                                                                                | 佐久菖(秋場悠里)、佐久乃花(天谷優美)                     | 「Duality」                                     | 『swing,sing』関連曲         |

### 配信曲
- amalgamate「覚醒リザレクト」（秋場悠里&黒崎セナ）Youtube
- amalgamate「Love song」（秋場悠里&黒崎セナ）Youtube

### 未配信曲
- amalgamate「scapegoat」（秋場悠里&黒崎セナ）
- amalgamate「キミシニタモウコトナカレ」（秋場悠里&黒崎セナ）

## ライブ・イベント

### ユニットライブ
| 出演日         | ユニット名              | タイトル                                                            | 会場                 |
| -------------- | ----------------------- | ------------------------------------------------------------------- | -------------------- |
| 2023年9月17日  | LiveRevolt              | ナガノアニエラフェスタ2023                                          | 佐久市駒場公園       |
| 2023年12月17日 | swing,sing ARIS         | swing,sing ARIS 1st Party "AVENGER of SWINGS"                       | SEL OCTAGON TOKYO    |
| 2024年3月23日  | swing,sing              | swing,sing TALKLIVE Event「Cafe Primrose」                          | 新宿ロフトプラスワン |
| 2024年4月29日  | dubstar from LiveRevolt | 肉フェス2024                                                        | お台場青海地区P区画  |
| 2024年6月2日   | swing,sing ARIS         | swing,sing ARIS 2nd Party 「SAINT BUSTERS」                         | 道玄坂教会           |
| 2024年7月19日  | dubstar from LiveRevolt | 浅草は俺の庭                                                        | 浅草花やしき 花劇場  |
| 2024年8月14日  | LiveRevolt Re:venge     | LiveRevolt Re:venge -1st event 制作発表会 "Re:START"                | Yokohama mint hall   |
| 2024年9月21日  | swing,sing              | ナガノアニエラフェスタ2024                                          | 駒場公園             |
| 2024年10月13日 | swing,sing              | swing,sing TALKLIVE Event 「Cafe Primrose Vol.2」                   | 新宿ロフトプラスワン |
| 2024年11月24日 | dubstar from LiveRevolt | アニメメメパーティ 2024                                             | club JOULE           |
| 2024年12月24日 | swing,sing              | swing,sing Christmas Online Live 「おめでとう。そして、おかえり。」 | YouTube配信          |
| 2025年1月19日  | LiveRevolt              | LiveRevolt Re:venge 0th LIVE 「RE:BORN」                            | 代官山UNiT           |